# NGC 6366
NGC 6366 (również GCL 65) – gromada kulista znajdująca się w gwiazdozbiorze Wężownika. Została odkryta 12 kwietnia 1860 roku przez Friedricha Winnecke. Jest położona w odległości ok. 11,4 tys. lat świetlnych od Słońca oraz 16,3 tys. lat świetlnych od centrum Galaktyki.